# Max Eiselin
Max Eiselin (* 8. ledna 1932 Kriens) je švýcarský horolezec, zakladatel prvního sportovního horského obchodu ve Švýcarsku a vedoucí expedice, jejíž členové 13. května 1960 jako první vystoupili na vrchol osmitisícovky Dhaulágirí (8 167 m n. m.).
V roce 1963 uspořádal Eiselin první švýcarskou expedici do pohoří Hindúkuš.
Eiselinova síť obchodů pro horský sport má – kromě hlavního obchodu v Lucerně – pobočky ve čtyřech dalších městech, provozuje lezeckou stěnu a nabízí výlety, kurzy a komerční expedice. Dvacet let po prvním výstupu společnost zorganizovala další expedici na Dhaulágirí, která dosáhla jejího vrcholu 13. května 1980, tedy ve stejný den jako před dvaceti lety.